# Chapelle de la Sainte-Famille de Birżebbuġa
La chapelle de la Sainte-Famille est une chapelle catholique construite en 1865 située à Birżebbuġa, à Malte.